# Euro in Kosovo
     Zona euro
     UE appartenenti agli AEC II
     UE appartenenti agli AEC II con deroga
     UE non appartenenti agli AEC II
     Non UE che usano bilateralmente l'euro
     Non UE che usano unilateralmente l'euro
Il Kosovo ha adottato unilateralmente l'euro come valuta nel 2002 pur non facendo parte della zona euro e non avendo stipulato un accordo formale con l'Unione europea.  Il dinaro serbo circola ancora in particolare nel nord del paese, nelle zone a etnia serba.
In precedenza il paese faceva uso del marco tedesco. Per sostituire l'euro al marco furono trasferiti 100 milioni di euro in contanti, in un'operazione gestita dall'Autorità Bancaria e dei Pagamenti del Kosovo (BPK) in cooperazione con la Banca Centrale Europea (BCE) e altre banche centrali europee, e col supporto dell'UNMIK.
Il Kosovo non è rappresentato negli organi della BCE e non conia propri euro, perciò non esistono sue facce monetarie nazionali. Oltre al Kosovo, anche il Montenegro utilizza l'euro senza alcun accordo formale con l'Unione Europea..
Joaquín Almunia, commissario europeo per gli affari economici e monetari dal 2004 al 2010, ha incoraggiato l'adozione dell'euro affermando che "crea le giuste condizioni per la prosperità economica, garantendo bassa inflazione e bassi tassi di interesse". Secondo Mechthild Henneke, portavoce dell'ONU, l'euro ha garantito al Kosovo "una valuta stabile e un'inflazione vicina allo zero, e ha reso più semplice il commercio estero".